# Bolboceras
Bolboceras es un género de coleópteros de la familia Bolboceratidae (o subfamilia Bolboceratinae, familia Geotrupidae, según otras clasificaciones). Las clasificaciones más recientes colocan a todas las especies de este género en el género Odonteus. 
Incluye las siguientes especies:
- Bolboceras armiger[2]
- Bolboceras baeri
- Bolboceras berytensis
- Bolboceras bicarinatum
- Bolboceras bigibbosum
- Bolboceras birmanicus
- Bolboceras borgmeieri
- Bolboceras caesum
- Bolboceras capitatum
- Bolboceras consanguineus
- Bolboceras corniculatum
- Bolboceras dorsalis
- Bolboceras dorsuale
- Bolboceras filicornis[2]
- Bolboceras gandhara[2]
- Bolboceras gagarinei
- Bolboceras gaujani
- Bolboceras globosum
- Bolboceras howdeni
- Bolboceras inaequalis
- Bolboceras inchoatum
- Bolboceras laportei
- Bolboceras lucidulum
- Bolboceras lutulentum
- Bolboceras minutum
- Bolboceras modestum
- Bolboceras nigricans
- Bolboceras nigriceps
- Bolboceras niloticus
- Bolboceras obesus[2]
- Bolboceras paralucidulum
- Bolboceras quadridens
- Bolboceras quadrispinosum
- Bolboceras quinquestriatum
- Bolboceras scabricolle
- Bolboceras sculpturatum
- Bolboceras striatopunctatum
- Bolboceras sulcifrons
- Bolboceras transversalis
- Bolboceras trisulcatus
- Bolboceras westwoodi